# ジョージ (カンバーランド公)
ジョージ（George, Prince of Denmark and Norway, 1653年4月2日 - 1708年10月28日）は、デンマーク＝ノルウェーの国王フレゼリク3世とブラウンシュヴァイク＝リューネブルク公女ゾフィー・アマーリエの次男で、イギリス（イングランドおよびスコットランド）とアイルランドの女王アンの夫（王配）。
クリスチャン5世の弟。ハノーファー選帝侯兼イギリス王ジョージ1世は母方の従弟に当たる。カンバーランド公、ケンダル伯、ワーキンガム男爵に叙され、海軍司令長官に任じられた。
デンマーク語名はヨウエン（Jørgen）で、イギリスではジョージ・オブ・デンマーク（George of Denmark）と呼ばれた。

## 生涯

### 生い立ちと結婚
1683年にイングランド王チャールズ2世の姪でヨーク公ジェームズ（後のジェームズ2世）の娘の王女アンと結婚した。かつてデンマーク王家からは、アンの曾祖母に当たる同名のアン王妃がジェームズ1世に嫁いでいたが、その弟クリスチャン4世がジョージの祖父に当たるという間柄である。
1688年に名誉革命が起こると義父のジェームズ2世に従っていたが、義兄のオランダ総督ウィレム3世（後のウィリアム3世）が東進するとオランダ軍に投降、翌1689年にイングランド王に即位したウィリアム3世からカンバーランド公に叙爵された。
夫婦の仲は円満で、女王は17回も妊娠を繰り返したが、死産と流産が相次ぎ、生まれた子供もことごとく夭逝した。1700年に、アンは36歳の誕生日直前に17回目の妊娠を死産し、同年には唯一成長したグロスター公ウィリアム王子が早世すると、イングランド議会は1701年王位継承法を制定して、ハノーファー選帝侯家から新たな王を迎えることになった。

### 王配として

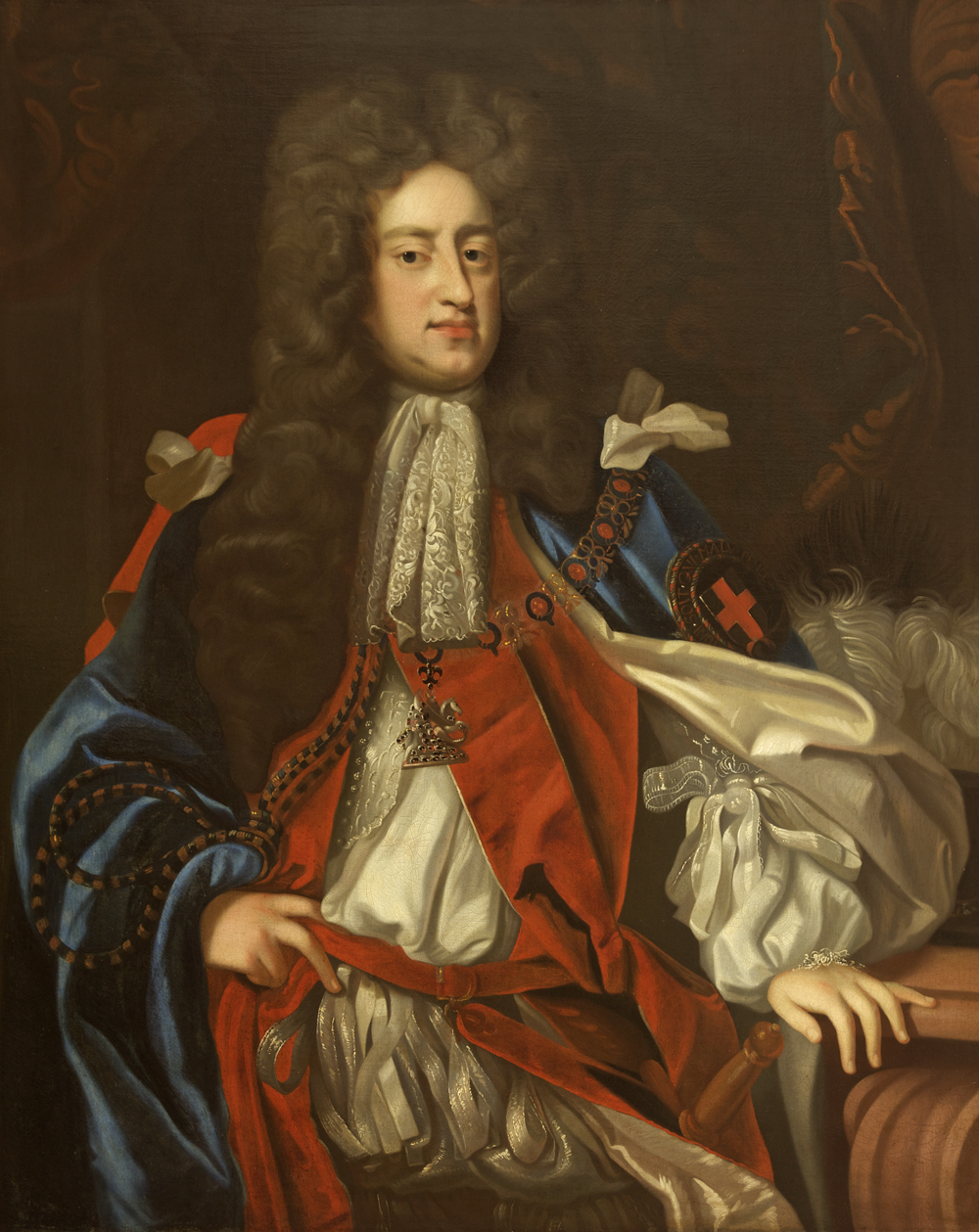
ガーター騎士団員のローブを纏った、カンバーランド公ジョージ

1694年に義姉メアリー2世が、1702年にウィリアム3世が子供の無いまま相次いで崩御し、アンが即位すると海軍司令長官・五港長官に任命された。ウィリアム3世とは異なり、自らは王位には即かず王配の立場にとどまった。
ジョージは何を聞かれても「本当？」（フランス語でEst-il-possible?）と答えるのが口癖で、それがあだ名になったほどであった。
1708年、アンに先立って55歳で逝去した。五港長官はドーセット伯ライオネル・サックヴィルが、海軍司令長官はアンに引き継がれ、翌1709年にペンブルック伯トマス・ハーバートが海軍司令長官に就任した。1714年にアンも亡くなると王位継承法によりアンの父方の又従兄でジョージの母方の従弟に当たるハノーファー選帝侯ゲオルク・ルートヴィヒがイギリス王ジョージ1世に即位した。
イングランドの作曲家ジェレマイア・クラークの『デンマーク王子の行進曲』（「トランペット・ヴォランタリー」の題名で知られる）は、カンバーランド公のために作曲された。